# باباها
 باباها یا باوِیل، روستایی از توابع بخش کوزران شهرستان کرمانشاه در استان کرمانشاه ایران است.

## جمعیت
این روستا در دهستان سنجابی قرار دارد و براساس سرشماری مرکز آمار ایران در سال ۱۳۸۵، جمعیت آن ۸۲ نفر (۲۱خانوار) بود.
این روستا از محرومترین روستاهای قبل و بعد از انقلاب اسلامی است. به دلیل نفوذ بسیار زیاد مالک و کدخدای وقت مردم این روستا بعد از انقلاب هم نتوانستند از زمین‌های مالکی سهمی داشته باشند. این امر باعت کوچ تمامی جوانان مقیم این روستای بسیار محروم شده‌است به گونه‌ایکه در حال حاضر تعداد بسیار کمی پیرمرد و پیرزن در این روستا سکونت دارند.
هنوز بیشتر مردم این روستا به دلیل کوهستانی بودن زمین‌هایی که در زمان اصلاحات ارضی سال 40 به آن‌ها رسیده‌است از همان شیوه‌های نخستین کشاورزی استفاده می‌کنند. مردم این روستا بسیار نیازمند و جزء فقیرترین روستاهای این منطقه هستند.